# José Gaspar de Afonseca e Silva
Dom José Gaspar de Afonseca e Silva (Araxá, 6 de janeiro de 1901 — Rio de Janeiro, 27 de agosto de 1943) foi um sacerdote católico brasileiro; décimo quarto bispo e segundo arcebispo de São Paulo.

## Estudos
Realizou seus primeiros estudos na terra natal, tendo sido preparado para a primeira comunhão, por sua própria mãe. Aos onze anos, entrou para o internato no Colégio de São Luís em Itu. Entrou para o seminário em 1916, tomando então a batina. Fez os cursos universitários de Filosofia e Teologia no Seminário Provincial de São Paulo e no Pontifício Colégio Pio Latino-americano, em Roma. Graduou-se na Pontifícia Universidade Gregoriana de Roma e fez doutorado em Direito Canônico.

## Presbiterado
Foi ordenado, aos 22 anos, por Dom Duarte Leopoldo e Silva, em São Paulo, a 12 de agosto de 1923. Foi ordenado padre secular para a diocese de Uberaba, transferindo-se para o clero de São Paulo em 1929. De 1927 a 1933, foi coadjutor na paróquia da Consolação, professor e vice-reitor do Seminário Provincial de São Paulo. Quando este passou a funcionar em sua nova sede no bairro do Ipiranga, em 1934, Dom José assumiu a reitoria, permanecendo no posto até 1937. Foi também membro do Conselho Administrativo da Arquidiocese, de 1932 a 1934, e examinador pró-sindical na Arquidiocese em 1932.

## Episcopado
Foi nomeado bispo-titular de Barca e auxiliar de São Paulo a 23 de fevereiro de 1935, aos 34 anos.
Foi sagrado bispo, na igreja de Santa Cecília, em São Paulo, no dia 28 de abril de 1935, sendo sagrante principal o seu arcebispo Dom Duarte Leopoldo e Silva, e consagrantes: Dom Luís Maria de Sant'Ana OFM Cap, bispo de Uberaba; e Dom Gastão Liberal Pinto, bispo coadjutor de São Carlos.
A 29 de julho de 1939, aos 38 anos, o Papa Pio XII, o nomeou para arcebispo de São Paulo, sucedendo ao arcebispo falecido.
Tomou posse a 17 de setembro de 1939 e recebeu o pálio a 6 de janeiro de 1941.
Dom José Gaspar foi arcebispo de São Paulo até 27 de agosto de 1943, quando veio a falecer, aos quarenta e dois anos, no Rio de Janeiro, num desastre de avião, no qual também faleceu o jornalista Cásper Líbero. Homenageado na zona central de São Paulo com a praça Dom José Gaspar.

## Brasão
- Descrição: Escudo eclesiástico cortado. O 1º partido, sendo I:  de blau com o monograma ICVM de argente, encimado de uma cruzeta do mesmo; e II de goles com um leão de jalde, armado e lampassado de blau – Armas modificadas dos Silvas. O 2º de jalde, com uma águia de asas estendidas de sable. O escudo está assente em tarja branca, na qual se encaixa o pálio branco com cruzetas de sable. O conjunto pousado sobre uma cruz trevolada, de dois traços, de ouro, entre uma mitra de prata adornada de ouro, à dextra, e de um báculo do mesmo, à senestra, para onde se acha voltado. O todo encimado pelo chapéu eclesiástico com seus cordões em cada flanco, terminados por dez borlas cada um, tudo de verde, forrado de vermelho. Brocante sob a ponta da cruz um listel de blau com a legenda: VT  OMNES  VNVM  SINT, em letras de jalde.
- Interpretação: O escudo obedece às regras heráldicas para os eclesiásticos. No 1º, o campo de blau representa o firmamento celeste e ainda o manto de Nossa Senhora, sendo que este esmalte significa: justiça, serenidade, fortaleza, boa fama e nobreza; o monograma é abreviado de Imaculada Conceição da Virgem Maria e a cruz representa Nosso Senhor Jesus Cristo, dela nascido, e pelo seu metal argente (prata) simboliza a inocência, a castidade, a pureza e a eloqüência, virtudes essenciais num sacerdote; no partido, estão as armas da família Silva, com seus esmaltes modificados, tal qual fizera Dom Duarte, pois originalmente são de argente com um leão de púrpura, sendo que por seu campo goles (vermelho) simboliza o fogo da caridade inflamada no coração do arcebispo pelo Divino Espírito Santo, bem como, valor e socorro aos necessitados; o leão é símbolo da fortaleza do soldado cristão e sendo de jalde (ouro) traduz nobreza, autoridade, premência, generosidade, ardor e descortino. O 2º é retirado das armas do Papa Pio XI, que o fez bispo, sendo portanto uma homenagem àquele pontífice, sendo que seu metal jalde (ouro) tem o significado acima já descrito e sua cor sable (negro) simboliza: a sabedoria, a ciência, a honestidade, a firmeza e a obediência ao Sucessor de Pedro.

O pálio demonstra a dignidade arquiepiscopal.
O lema: "Para que todos sejam um", retirado do Evangelho de São João (Jo, 17, 21) expressa o desejo do bispo para que haja um só rebanho e um só pastor.

## Atividade e contribuições
Em 1939, Dom José Gaspar reorganizou a comissão das obras da catedral, lançou a ideia de congressos regionais precedidos de semanas eucarísticas; reorganizou os serviços eclesiásticos de caráter jurídico e administrativo. Fundou três escolas apostólicas e um curso propedêutico para o Seminário Central da Imaculada Conceição, em 1940; participou de vários congressos e reuniões eclesiásticas; inaugurou cursos e a ‘’União Social Arquidiocese’’. Atendendo às necessidades das almas, criou novas paróquias e as dividiu em decanatos, procurando dar uniformidade nas linhas de ação dos padres. Para melhorar a formação do clero, criou o curso propedêutico no seminário. Implantou na arquidiocese as diretrizes romanas para a modernização da Igreja no Brasil. Em 1942, empreendeu o quarto Congresso Eucarístico Nacional, incentivando a participação dos leigos. Foi membro do Instituto Histórico e Geográfico de São Paulo, vice-presidente desse instituto a partir de 25 de janeiro de 1942, membro honorário do Instituto Histórico e Geográfico Brasileiro, desde 1943. A 20 de março de 1941, recebeu o título de  doutor honoris causa  pela Faculdade de Filosofia de São Bento. Ingressou na Venerável Ordem Terceira de São Francisco da Penitência. Permanece obscuro o episódio ocorrido em 26 de novembro de 1942, que D. José Gaspar encabeçou uma carta circular, subscrita por outros bispos, proibindo os livros do então padre Huberto Rohden, da Cruzada da Boa Imprensa, que era um empreendimento da Ação Católica liderada na época por Alceu Amoroso Lima e com o apoio oficial e pessoal do Cardeal-Primaz do Brasil, D. Sebastião Leme (Cf. ROHDEN, Huberto. Por um ideal. São Paulo. Martin Claret, vol. 2).

## Ordenações episcopais
Dom José Gaspar foi o principal sagrante dos seguintes bispos:
- Dom Manuel da Silveira D’Elboux
- Dom Ernesto de Paula

Dom José Gaspar foi consagrante dos seguintes bispos:
- Dom Paulo de Tarso Campos